# Giuseppe-Garibaldi-Trophäe
Die Giuseppe-Garibaldi-Trophäe (französisch Trophée Giuseppe Garibaldi; italienisch Trofeo Giuseppe Garibaldi, in britischen Medien auch Continental Cup genannt) ist eine von Jean-Pierre Rives gestaltete Trophäe in der Sportart Rugby Union, die im Rahmen des Six-Nations-Turniers dem Gewinner des Spiels zwischen Frankreich und Italien überreicht wird. Sie ist aus Anlass seines 200. Geburtstags im Jahr 2007 nach dem italienischen Revolutionär Giuseppe Garibaldi benannt.
Geschaffen wurde die Trophäe durch den Bildhauer Jean-Pierre Rives, der von 1975 bis 1984 französischer Nationalspieler gewesen war. Die Präsentation der Trophäe erfolgte am 2. Februar 2007 im Palazzo Farnese, der französischen Botschaft in Rom. Am darauf folgenden Tag gewann Frankreich die Trophäe zum ersten Mal, mit einem 39:3-Sieg über Italien. Am 12. März 2011 konnte dann Italien erstmals die Trophäe gewinnen. Frankreich errang die Trophäe bisher 16 Mal, während Italien zwei Siege verzeichnen konnte.

## Liste der Sieger
| - 2007: Frankreich (39:3) - 2008: Frankreich (25:13) - 2009: Frankreich (50:8) - 2010: Frankreich (46:20) - 2011: Italien (22:21) - 2012: Frankreich (30:12) - 2013: Italien (23:18) - 2014: Frankreich (30:10) - 2015: Frankreich (29:0) - 2016: Frankreich (23:21) | - 2017: Frankreich (40:18) - 2018: Frankreich (34:17) - 2019: Frankreich (25:14) - 2020: Frankreich (35:22) - 2021: Frankreich (50:10) - 2022: Frankreich (37:10) - 2023: Frankreich (29:24) - 2024: Frankreich (13:13) - 2025: Frankreich (73:24) |